# La última cena (Leonardo da Vinci)
La última cena (en italiano: Il cenacolo o L’ultima cena) es una pintura mural obra de Leonardo da Vinci, realizada entre 1495 y 1498. Permanece en la pared sobre la que se pintó originalmente, en el refectorio del convento dominico de Santa Maria delle Grazie, en Milán (Italia). Fue declarada Patrimonio de la Humanidad por la Unesco en 1980. Fue un encargo del duque Ludovico Sforza de Milán. No es un fresco tradicional, sino un mural ejecutado al temple y óleo sobre dos capas de preparación de yeso extendidas sobre enlucido. Mide 460 cm de alto por 880 cm de ancho. Muchos expertos e historiadores del arte consideran La última cena como una de las mejores obras pictóricas del mundo.

## Autor

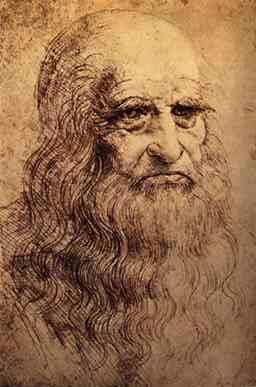
Leonardo da Vinci

Leonardo da Vinci nació en 1452. A los 14 años entró en el prestigioso taller del pintor florentino Andrea del Verrocchio, donde estudió junto a Sandro Botticelli y Pietro Perugino. Desarrolló el estudio de las matemáticas, la geometría, la perspectiva y todas las ciencias de la observación del medio natural, las cuales se consideraban indispensables en la época. Como educación complementaria, también estudió arquitectura e ingeniería. Leonardo fue un humanista renacentista, destacado en múltiples disciplinas. Sirvió a personas tan distintas e influyentes como Lorenzo de Médici, Ludovico Sforza, a los soberanos de Mantua (Francisco II Gonzaga e Isabel de Este) y al rey Francisco I de Francia.

## Historia

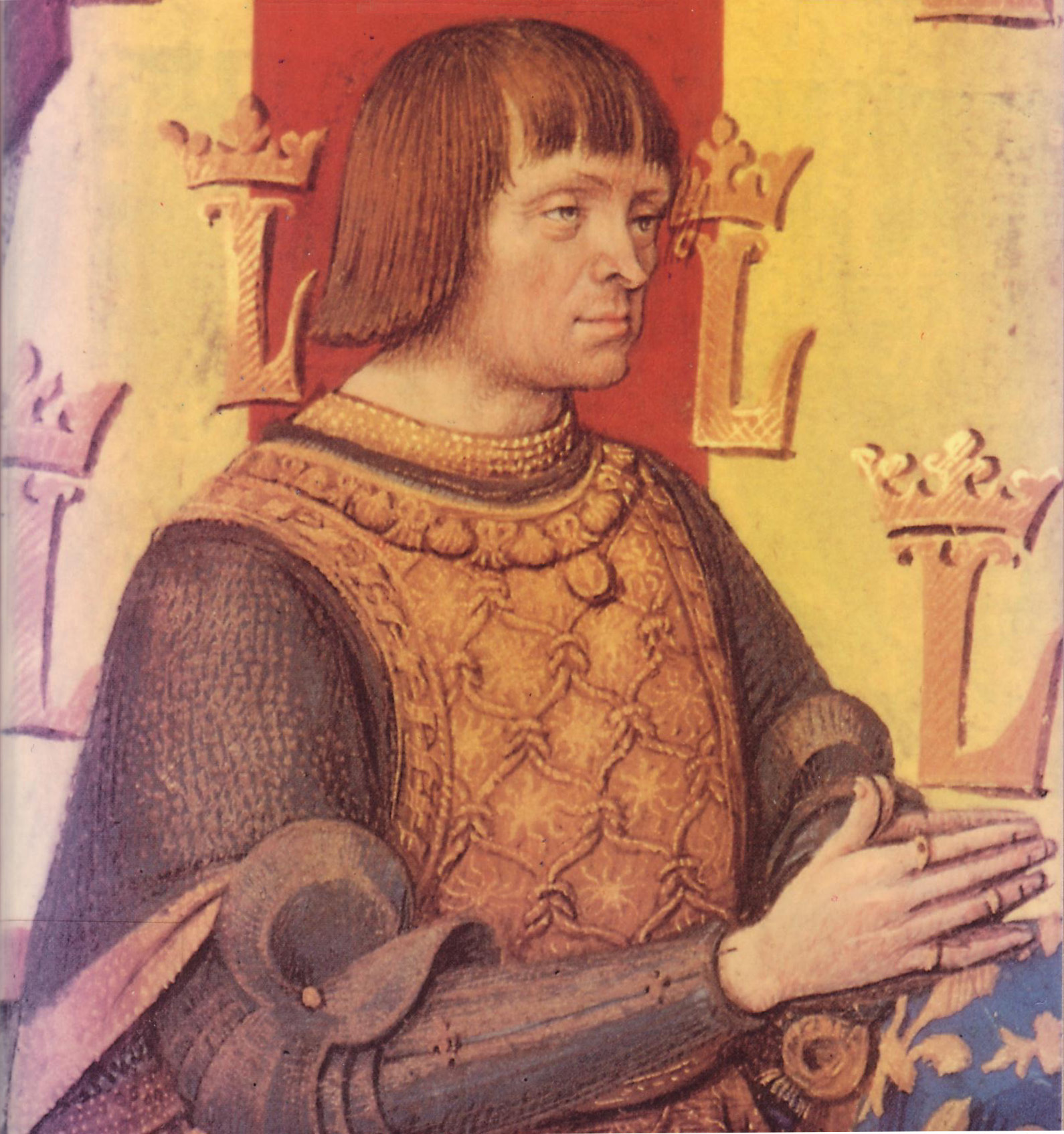
Luis XII, rey de Francia, llegó a Milán y destruyó el ducado, y tras ver la magnífica obra de Leonardo pensó en llevarla a su país.

En principio se trataba de un encargo modesto. En Santa María, el convento de los dominicos cercano al palacio, el duque había mandado  erigir una iglesia. En el refectorio de los hermanos, el milanés Montorfano había pintado una crucifixión, en cuya parte inferior Leonardo añadió el retrato de los donantes: Ludovico, su esposa y sus dos hijos. Leonardo colaboró también en la ejecución de los medallones y otros adornos murales con las armas de los españoles, como si quisiera probar primero la destreza de su mano para la gran tarea que se le avecinaba.
Leonardo creó La última cena, una de sus mejores obras, la más serena y alejada del mundo temporal, durante esos años caracterizados por los conflictos bélicos, las intrigas, las preocupaciones y las calamidades. Se cree que en 1494 el duque de Milán Ludovico Sforza el Moro encargó a Leonardo la realización de un fresco para el refectorio de la iglesia dominica de Santa Maria delle Grazie, Milán. Ello explicaría las insignias ducales que hay pintadas en las tres lunetas superiores. Leonardo trabajó en esta obra más deprisa y con mayor continuidad que nunca durante unos tres años. De alguna manera, su naturaleza, que tendía hacia el colosalismo, supo hallar en este cuadro una tarea que lo absorbió por completo, forzando al artista a finalizarla.
En su novella LVIII, Matteo Bandello, que conoció bien a Leonardo, escribe que lo observó muchas veces

... a la mañana temprano subir al andamio, porque la Última Cena estaba un poco en alto; desde que salía el Sol hasta la última hora de la tarde estaba allí, sin quitarse nunca el pincel de la mano, olvidándose de comer y de beber, pintando continuamente. Después sabía estarse dos, tres o cuatro días, que no pintaba, y aun así se quedaba allí una o dos horas cada día y solamente contemplaba, consideraba y examinando para sí, las figuras que había pintado. También lo vi, lo que parecía caso de simpleza o excentricidad, cuando el Sol está en lo alto, salir de su taller en la corte vieja» —sobre el lugar del actual Palazzo Reale— «donde estaba aquel asombroso Caballo compuesto de tierra, y venirse derecho al convento de las Gracias: y subiéndose al andamio tomar el pincel, y dar una o dos pinceladas a una de aquellas figuras, y marcharse sin entretenerse.

Esta forma de pintar, tan distinta de la rapidez y seguridad que exige la tradicional pintura al fresco, explica que el pintor optara por una técnica distinta y también que se demorase durante años su acabado.
Giorgio Vasari, en sus Vite, también describe en detalle cómo lo trabajó, cómo algunos días pintaría como una furia, y otros pasaría horas solo mirándolo, y cómo paseaba por las calles de la ciudad buscando una cara para Judas, el traidor; al respecto, cuenta la anécdota de que esta forma de trabajar impacientaba al prior del convento y este fue a quejarse al duque, quien llamó al pintor para pedirle que acelerara el trabajo:

Leonardo explicó que los hombres de su genio a veces producen más cuando trabajan menos, por tener la mente ocupada en precisar ideas que acababan por resolverse en forma y expresión. Además, informó al duque que carecía todavía de modelos para las figuras del Salvador y de Judas; (...) temía que no fuera posible encontrar nadie que, habiendo recibido tantos beneficios de su Señor, como Judas, poseyera un corazón tan depravado hasta hacerle traición. Añadió que si, continuando su esfuerzo, no podía encontrarlo, tendría que poner como la cara de Judas el retrato del impertinente y quisquilloso prior.

Igualmente, el escritor Giambattista Giraldi se hizo eco de esta forma de trabajar basándose en los recuerdos de su padre:

Antes de pintar una figura, estudiaba primero su naturaleza y su aspecto [...] Cuando se había formado una idea clara, se dirigía a los lugares en los que sabía que hallaría personas del tipo que buscaba, y observaba con atención sus rostros, su comportamientos, sus costumbres y sus movimientos. Apenas veía algo que podía servirle para sus fines, lo dibujaba a lápiz en el cuadernillo de apuntes que siempre llevaba a la cintura. Este proceder lo repetía tantas veces como juzgase necesario para dar forma a la obra que tenía en mente. A continuación plasmaba todo esto en una figura que, una vez creada, movía el asombro.

Así pues, Leonardo observaba cuidadosamente los modelos del natural, pero no era algo habitual en aquella época. En general se copiaban los tipos conocidos y ya probados; algunos artistas repetían una y otra vez a lo largo de su vida un tipo que les había salido bien y había tenido éxito, como, por ejemplo, Perugino, el condiscípulo de Leonardo. Este, empero, jamás se repitió; siempre consideró cada una de sus obras una tarea completamente nueva, peculiar y diferente de la anterior. Leonardo procuró dotar a sus figuras de la mayor diversidad posible y del máximo movimiento y contraste. En su libro de pintura aconseja «Los movimientos de las personas son tan diferentes como los estados de ánimo que se suscitan en sus almas, y cada uno de ellos mueve en distintos grados a las personas [...]». En otro pasaje se refiere al efecto de los contrastes «[...] Lo feo junto a lo bello, lo grande junto a lo pequeño, el anciano junto al joven, lo fuerte junto a lo débil: hay que alternar y confrontar esos extremos tanto como sea posible.» Esta proximidad y antagonismo de las figuras es lo que da su riqueza a La Última Cena: Judas, el malvado/Juan, el bello y bueno; cabezas ancianas/cabezas jóvenes; personas excitadas/personas tranquilas. Aunque el mundo puede apreciar el carácter innovador del cuadro en las innumerables imitaciones y reproducciones posteriores, la obra nos produce un efecto de serenidad y sencillez, de concentración alrededor del núcleo de la escena que en ella se desarrolla.
En 1497 el duque de Milán solicitó al artista que concluyera la Última cena, que terminó, probablemente, a finales de año. Andrés García Corneille, en su libro Da Vinci, comenta que «cuando Leonardo comenzó su obra, él sabía que iba a demandarle mucho tiempo y que difícilmente vería mucho dinero por ella (ya que se trataba del pedido de un duque), cosa que contravenía abiertamente los reglamentos del gremio de artistas al que pertenecía, y sin cuya anuencia era imposible ejecutar una obra en Florencia. De hecho, jamás pidió un solo centavo por la obra que hizo, cosa que al duque le sorprendió y no dijo ninguna palabra».
Cuando acabó, la pintura fue alabada como una obra maestra de diseño y caracterización. La dio por terminada, aunque él, eterno insatisfecho, declaró que tendría que seguir trabajando en ella. Fue expuesta a la vista de todos y contemplada por muchos. La fama que el «gran caballo» había hecho surgir se asentó sobre cimientos más sólidos. Desde ese momento se le consideró sin discusión no solo uno de los primeros maestros de Italia sino el primero. Los artistas acudían desde muy lejos al refectorio del convento de Santa María delle Grazie, miraban la pintura con detenimiento, la copiaban y la discutían. El rey de Francia, al entrar en Milán, acarició la idea de desprender el fresco de la pared para llevárselo a su país.
Pronto se puso en evidencia, sin embargo, que nada más acabarse ya empezaba a desprenderse de la pared. Desgraciadamente, el empleo experimental del óleo sobre yeso seco provocó problemas técnicos que condujeron a su rápido deterioro ya hacia el año 1500, lo cual provocó numerosas restauraciones en la magnífica obra. Leonardo, en lugar de usar la fiable técnica del fresco, que exigía una rapidez de ejecución impropia de él, había experimentado con diferentes agentes aglutinadores de la pintura, que fueron afectados por moho y se escamaron.
Desde 1726 se llevaron a cabo intentos fallidos de restauración y conservación. Goethe, que vio la estancia con escasas transformaciones en 1788, la describe así:

Frente a la entrada, en la zona más estrecha y al fondo de la sala, estaba la mesa del prior, y a ambos lados las de los restantes monjes, colocadas sobre una especie de grada a cierta altura del suelo. De repente, cuando al entrar uno se daba la vuelta, veía pintada en la cuarta pared y encima de las puertas la cuarta mesa, con Jesús y los Apóstoles sentados a ella como si fueran un grupo más de la reunión. La hora de comer, cuando las mesas del prior y de Cristo se encontraban frente a frente, encerrando en medio a los demás monjes, tuvo que ser, por fuerza, una escena digna de verse.

En 1977 se inició un programa de restauración haciendo uso de las más modernas tecnologías, como consecuencia del cual se han experimentado algunas mejoras; el equipo de restauradores fue dirigido por Pinin Brambilla. Aunque la mayor parte de la superficie original se ha perdido, la grandiosidad de la composición y la penetración fisonómica y psicológica de los personajes dan una vaga visión de su pasado esplendor.
La pintura se ha mantenido como una de las obras de arte más reproducidas, con innumerables copias realizadas en todo tipo de medios, desde alfombras hasta camafeos. Ya en el siglo XVI empezó a ser reproducida por varios pintores, gracias a lo cual subsisten varias copias que testimonian cómo pudo ser en su estado original. Una de las copias más tempranas y conocidas, pintada a tamaño real por Giampietrino, se conserva en la Royal Academy of Arts de Londres.

## Análisis
Leonardo ha escogido, puede que a sugerencia de los                   dominicos, el momento quizá más dramático. Representa la escena de la última cena de los últimos días de la vida de Jesús de Nazaret según narra el Nuevo Testamento. La pintura está basada en Juan 13:21, en la cual Jesús anuncia que uno de sus doce discípulos le traicionará. 

Llegada la hora, Jesús se sentó a la mesa con los apóstoles y les dijo «Yo tenía gran deseo de comer esta pascua con vosotros antes de padecer. Porque os digo que ya no la volveré a comer hasta que sea la nueva y perfecta Pascua en el Reino de Dios, porque uno de vosotros me traicionará».

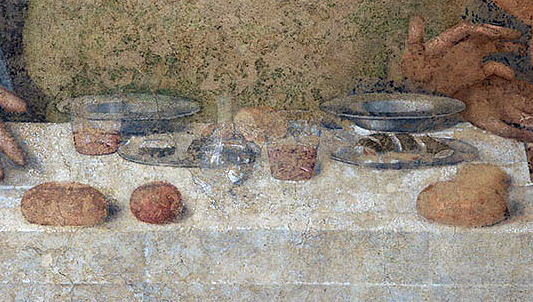
La última cena, detalle de la mesa, con esta y el plato en perspectiva.

La afirmación de Jesús «uno de vosotros me traicionará» causa consternación en los doce seguidores de Jesús, y ese es el momento que Leonardo representa, intentando reflejar «los movimientos del alma», las distintas reacciones individualizadas de cada uno de los doce apóstoles: unos se asombran, otros se levantan porque no han oído bien, otros se espantan, y, finalmente, Judas retrocede al sentirse aludido.
Aunque se basa en las representaciones precedentes de Ghirlandaio y Andrea del Castagno, Leonardo crea una formulación nueva. Como puede verse en el dibujo preparatorio, Leonardo pensó inicialmente en la composición clásica, con Judas delante de la mesa, y los otros once apóstoles enfrente, con Jesucristo en el medio como uno más. Leonardo se apartó de esta tradición iconográfica e incluye a Judas entre los demás apóstoles, porque ha elegido otro momento, el posterior a su anuncio de que uno lo traicionará. Leonardo cambió la posición de Jesucristo, que inicialmente estaba de perfil hablando con Juan Evangelista, que parece en pie a su lado (hay otro apóstol que también estaba de pie), y lo sitúa en el centro, hacia el que convergen todas las líneas de fuga, destacando aún más al perfilarse contra el ventanal del centro, rematado con un arco y separándolo de los apóstoles. A ambos lados de Jesucristo, aislados en forma de triángulo y destacados con colores rojo y azul, están los apóstoles, agrupados de tres en tres.
La mesa con los trece personajes se enmarca en una arquitectura clásica representada con exactitud a través de la perspectiva lineal, concretamente central, de manera que parece ampliar el espacio del refectorio como si fuera un trampantojo salvo por la diferente altura del punto de vista y el monumental formato de las figuras. Ello se logra a través de la representación del pavimento, de la mesa, los tapices laterales, las tres ventanas del fondo y, en fin, los casetones del techo. Esta construcción en perspectiva es lo más destacado del cuadro.
La escena parece estar bañada por la luz de las tres ventanas del fondo, en las que se vislumbra un cielo crepuscular, de igual manera que por la luz que entraría a través de la ventana verdadera del refectorio. Dicha luminosidad, así como el fresco colorido, han quedado resaltados a través de la última restauración. Los doce Apóstoles están distribuidos en cuatro grupos de tres. Ello sigue un esquema de tríadas platónicas, de acuerdo a la escuela florentina de Ficino y Mirandola. Analizando de izquierda a derecha, en la segunda tríada se encuentra Judas, cuya traición rompe la tríada, colocándole fuera de ella. La tercera tríada desarrolla la teoría del amor platónico. El amor es el deseo de la belleza, la esencia de Dios es amor y el alma va hacia su amor embriagada de belleza. En la cuarta tríada se observa a Platón, Ficino y quizá al propio Leonardo; trata del diálogo filosófico que lleva a la verdad de Cristo.
[cita requerida] En la obra, los discípulos y Jesús aparecen sentados y detrás de ellos se puede apreciar un paisaje como si fuera un bosque o incluso como si fuera el paraíso. Los apóstoles se agrupan en cuatro grupos de tres, dejando a Cristo relativamente aislado. De izquierda a derecha según las cabezas, son: Bartolomé, Santiago el Menor y Andrés en el primer grupo; en el segundo Judas Iscariote con pelo y barba negra, Simón Pedro y Juan, el único imberbe del grupo; Cristo en el centro; Tomás, Santiago el Mayor y Felipe, también sin barba en el tercer grupo; Mateo, aparentemente sin barba o con barba rala, Judas Tadeo y Simón el Celote en el último. Todas las identificaciones provienen de un manuscrito autógrafo de Leonardo hallado en el siglo XIX.

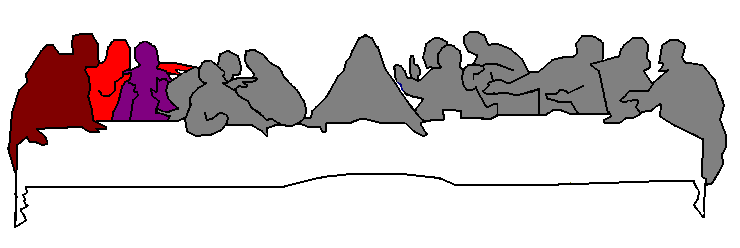
Bartolomé, Santiago el Menor y Andrés.
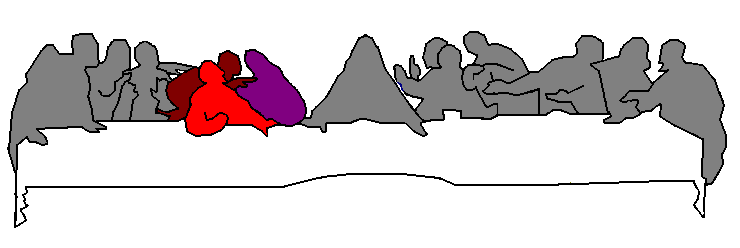
Judas Iscariote, Simón Pedro y Juan.
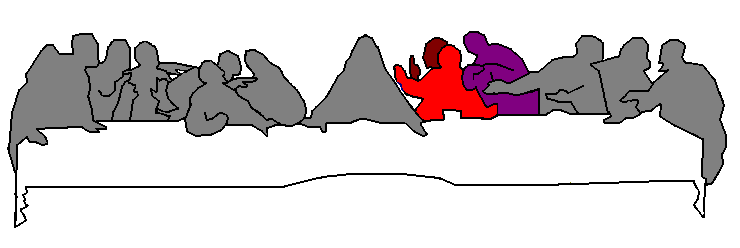
Tomás, Santiago el Mayor y Felipe.
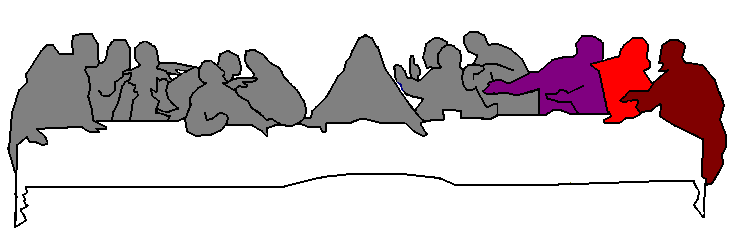
Mateo, Judas Tadeo y Simón Zelote.

En la obra también se puede notar que entre Pedro Simón y Judas Iscariote se ve una mano sosteniendo un cuchillo, de lo cual Bruce Boucher, del New York Times, argumenta:

El dibujo preliminar y las copias posteriores de La Última Cena demuestran que la mano y el cuchillo pertenecen a Pedro y según una cita en el Evangelio según San Juan, Pedro sacó la espada en defensa de Jesús contra el enemigo, quien en ese momento entregaba a Dios con un beso.

### Dibujos preparatorios

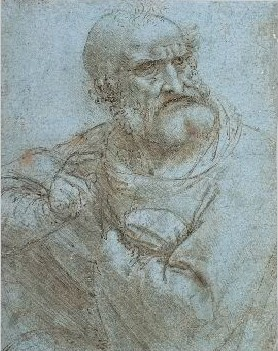
Estudio para la Última Cena, uno de los Apóstoles
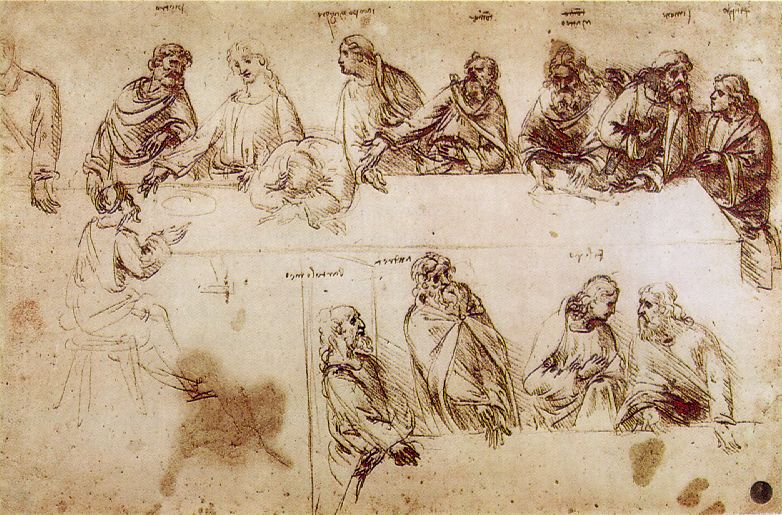
Estudio sobre la disposición de los Apóstoles en torno a la mesa
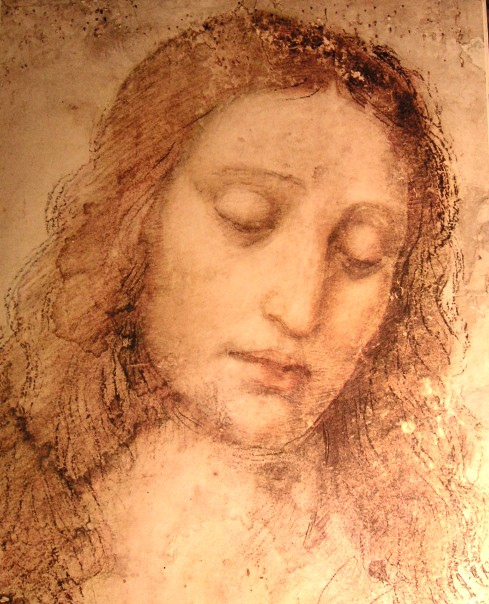
Estudio sobre el rostro de Cristo

## Observaciones finales
La gran fama de esta obra ha despertado el interés de muchos investigadores y también de algunos novelistas que buscan resolver los supuestos misterios y enigmas que la rodean. Por ejemplo, Clive Prince y Lynn Picknett, en su libro La revelación templaria, y Dan Brown, en su novela El código Da Vinci, afirman que la figura a la derecha de Jesús (izquierda según se mira) no es en realidad Juan, sino una figura femenina. Esta afirmación puede desmentirse observando los dibujos de Leonardo donde se ve que es el apóstol más joven, Juan. Las múltiples obras de arte que se han inspirado en el cuadro y las parodias existentes contribuyen a convertir a La última cena en una de las obras más magníficas en la historia del arte.

## Copias

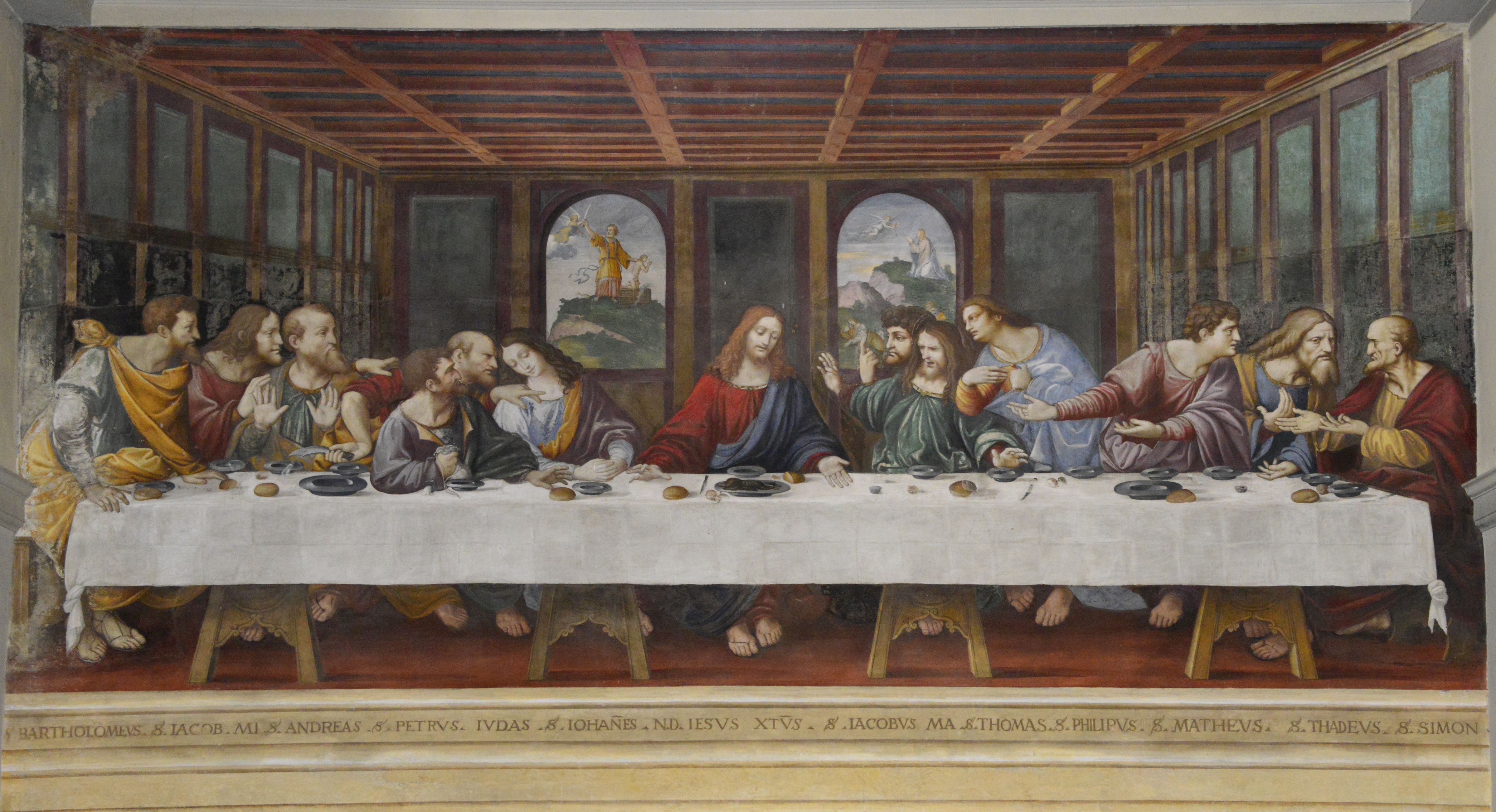
Copia de la Última cena de Leonardo por Cesare da Sesto en la Iglesia de San Ambrosio en Ponte Capriasca

La celebridad de la pintura le granjeó numerosas copias ya en su época que, habida cuenta del deterioro del original, poseen alguna importancia. A escala natural, es muy reconocida la del pintor renacentista Giampetrino, en la Royal Academy of Arts de Londres, y otra de una escala menor atribuida a Marco d'Oggiono, un óleo sobre lienzo que se encuentra en el Museo Nacional del Renacimiento sito en el Castillo de Écouen (Francia). Menos conocidas son una en mosaico romano realizada entre 1809 y 1814 por Giacomo Raffaelli e instalada en la iglesia minorita o Minoritenkirche de Viena, la renacentista anónima del museo de la Abadía de Tongerlo (Bélgica), al parecer retocada por el propio Leonardo, así como la también renacentista de Cesare da Sesto en la iglesia parroquial de San Ambrosio en Ponte Capriasca, cerca de Lugano. En la Pinacoteca Vaticana hay además un tapiz que representa esa misma pintura elaborado en Flandes y regalado por Francisco I de Francia al papa Clemente VII en 1533. Recientemente se ha descubierto otra en un monasterio capuchino abandonado en 1915 en Saracena (Cosenza), fundado en 1588 y al que solo se puede acceder a pie; pero está muy deteriorada.